# Polymera arawak
Polymera arawak är en tvåvingeart som beskrevs av Alexander 1964. Polymera arawak ingår i släktet Polymera och familjen småharkrankar.
Artens utbredningsområde är Jamaica. Inga underarter finns listade i Catalogue of Life.